# Les Ulmes
Les Ulmes ist eine französische Gemeinde mit 553 Einwohnern (Stand: 1. Januar 2022) im Département Maine-et-Loire in der Region Pays de la Loire. Die Gemeinde gehört zum Arrondissement Saumur und zum Kanton Doué-en-Anjou. Die Einwohner werden Ulmois genannt.

## Lage
Les Ulmes liegt etwa acht Kilometer südwestlich von Saumur. Umgeben wird Les Ulmes von den Nachbargemeinden Verrie im Norden, Rou-Marson im Osten und Nordosten, Distré im Osten und Südosten, Cizay-la-Madeleine im Süden sowie Doué-en-Anjou im Westen und Südwesten.

## Bevölkerungsentwicklung
| Jahr                       | 1962 | 1968 | 1975 | 1982 | 1990 | 1999 | 2006 | 2013 | 2018 |
| Einwohner                  | 454  | 446  | 472  | 467  | 468  | 478  | 520  | 586  | 578  |
| Quellen: Cassini und INSEE |      |      |      |      |      |      |      |      |      |

## Sehenswürdigkeiten
- Dolmen (Pierre couverte) von Mousseau, Monument historique seit 1984
- Kirche Saint-Vincent, seit 1972 Monument historique

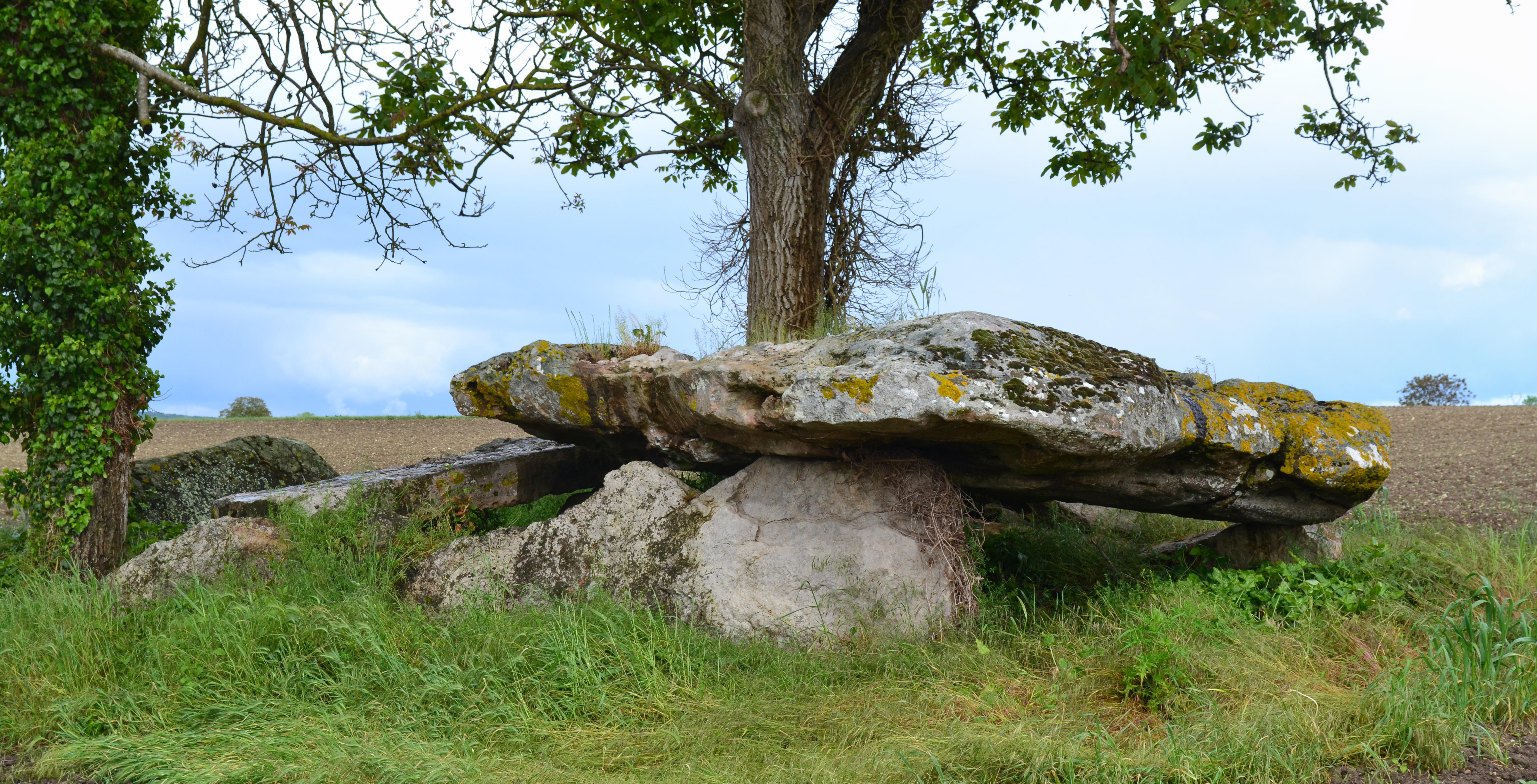
Pierre couverte von Mousseau

## Weinbau
Die Rebflächen in der Gemeinde sind Teil Weinbaugebietes Anjou.